# Gonempeda armata
Gonempeda armata är en tvåvingeart som beskrevs av Evgenyi Nikolayevich Savchenko 1971. Gonempeda armata ingår i släktet Gonempeda och familjen småharkrankar.
Artens utbredningsområde är Azerbajdzjan. Inga underarter finns listade i Catalogue of Life.